# Pakistanische Cricket-Nationalmannschaft in Neuseeland in der Saison 1995/96
Die Tour der pakistanischen Cricket-Nationalmannschaft nach Neuseeland in der Saison 1995/96 fand vom 8. Dezember bis zum xx. xxxx 1995 statt. Die internationale Cricket-Tour war Bestandteil der Internationalen Cricket-Saison 1995/96 und umfasste ein Test und vier ODIs. Pakistan gewann die Test-Serie 1–0, während die ODI-Serie 2–2 unentschieden endete.

## Vorgeschichte
Neuseeland bestritt zuvor eine Tour in Indien, Pakistan in Australien. Das letzte Aufeinandertreffen der beiden Mannschaften bei einer Tour fand in der Saison 1993/94 in Neuseeland statt.

## Stadien
Die folgenden Stadien wurden für die Tour als Austragungsort vorgesehen.
| Stadion         | Stadt        | Kapazität | Spiele          |
| --------------- | ------------ | --------- | --------------- |
| Eden Park       | Auckland     | 50.000    | 4. ODI          |
| Lancaster Park  | Christchurch | 38.628    | 1. Test; 2. ODI |
| University Oval | Dunedin      | 6.000     | 1. ODI          |
| Basin Reserve   | Wellington   | 11.000    | 3. ODI          |

## Kaderlisten
Die folgenden Kader wurden von den Mannschaften benannt.
| Test | Test | ODI | ODI |
| Neuseeland | Pakistan | Neuseeland | Pakistan |
| --- | --- | --- | --- |
| - Chris Cairns - Stephen Fleming - Lee Germon - Gavin Larsen - Danny Morrison - Dion Nash - Adam Parore - Dipak Patel - Craig Spearman - Roger Twose - Bryan Young | - Aamer Sohail - Ata-ur-Rehman - Basit Ali - Ijaz Ahmed - Inzamam-ul-Haq - Mushtaq Ahmed - Rameez Raja - Rashid Latif - Saleem Malik - Waqar Younis - Wasim Akram | - Chris Cairns - Stephen Fleming - Lee Germon - Gavin Larsen - Danny Morrison - Dion Nash - Adam Parore - Dipak Patel - Craig Spearman - Roger Twose - Bryan Young | - Aamer Sohail - Aaqib Javed - Basit Ali - Ijaz Ahmed - Inzamam-ul-Haq - Mushtaq Ahmed - Rameez Raja - Rashid Latif - Saleem Malik - Saleem Elahi - Waqar Younis - Wasim Akram |

## Tests

### Erster Test in Christchurch
| 8. – 12. Dezember Scorecard | Christchurch (AMI) | Pakistan 208 (54.1) & 434 (145) | – | Neuseeland 286 (91.4) & 195 (80.4) |
|                             |                    | Pakistan gewinnt mit 161 Runs   |   |                                    |

## One-Day Internationals

### Erstes ODI in Dunedin
| 15. Dezember Scorecard | Dunedin | Pakistan 189-9 (50)          | – | Neuseeland 169 (47.4) |
|                        |         | Pakistan gewinnt mit 20 Runs |   |                       |

### Zweites ODI in Christchurch
| 17. Dezember Scorecard | Christchurch (AMI) | Pakistan 232-9 (50)             | – | Neuseeland 236-9 (49.5) |
|                        |                    | Neuseeland gewinnt mit 1 Wicket |   |                         |

### Drittes ODI in Wellington
| 20. Dezember Scorecard | Wellington (BR) | Pakistan 261-4 (50)          | – | Neuseeland 207 (44.5) |
|                        |                 | Pakistan gewinnt mit 54 Runs |   |                       |

### Viertes ODI in Auckland
| 23. Dezember Scorecard | Auckland | Neuseeland 244-8 (45/45)       | – | Pakistan 212 (41.4/45) |
|                        |          | Neuseeland gewinnt mit 32 Runs |   |                        |